# Xyccarph
Xyccarph là một chi nhện trong họ Oonopidae.